# Андоне, Людмила
Людмила Андоне (рум. Ludmila Andone; 29 января 1989) — молдавская футболистка, полузащитница. Выступала за сборную Молдавии.

## Биография
Воспитанница молдавского футбола. В начале карьеры выступала за клубы местного чемпионата, в частности в сезоне 2006/07 участвовала в играх женской Лиги УЕФА в составе команды «Нарта» (Дрэсличень).
В 2008 году перешла в российский клуб «Рязань-ВДВ», где провела два сезона, но была как правило игроком замены. Дебютный матч в высшей лиге России сыграла 7 мая 2008 года против «Россиянки», заменив на 56-й минуте Елену Горбачёву, а первый гол забила 21 августа 2008 года в ворота ростовского СКА. В 2010 году перешла в клуб «Кубаночка» (Краснодар), где в первых двух сезонах была игроком стартового состава, но к концу 2012 года потеряла место в основе. Весной 2013 года играла за «Дончанка» (Азов). Всего в чемпионатах России сыграла более 70 матчей, забила не менее двух голов.
В середине 2010-х годов вернулась в Молдавию. В составе клуба «Норок» (Ниморень) стала чемпионкой страны и финалисткой Кубка Молдавии 2014/15. Затем выступала за «АРФ Криулень», в его составе участвовала в играх еврокубков. С 2018 года играла за «Анений Ной», чемпионка и обладательница Кубка Молдавии 2018/19. Также чемпионка Молдавии сезонов 2019/20 и 2020/21.
Выступала за молодёжную сборную страны. В национальной сборной Молдавии сыграла более 20 матчей только в отборочных турнирах чемпионатов мира и Европы.